# Le Hammond Inferno
I Le Hammond Inferno nascono a Berlino nel 1993 dall'unione di due DJ: Holger Beier e Marcus Liesenfeld.
Il loro primo album Easy Leasing Superstar (1999) li porta ad un discreto successo di critica e di pubblico, soprattutto in patria.
Successivamente il disco viene ristampato ed integrato con altre tracce sotto il nome My First Political Dance Album (Bungalow, 2000). Nel 2004 I due DJ mixano la compilation This Is Bungalow, che comprende alcuni pezzi di artisti della loro casa discografica.
Influenze che spaziano tra i giapponesi Pizzicato Five e Fatboy Slim contraddistinguono la loro musica.
Nonostante, in pratica, un solo album originale all'attivo i Le Hammond Inferno sono ancora oggi molto attivi con vari dj-set in molti paesi europei.

## Discografia

### Album studio
- 1999 - Easy Leasing Superstar
- 2000 - My First Political Dance Album

### Remix
- 2004 - This Is Bungalow